# 陆孝宽
陆孝宽（1922年—？），男，江苏太仓人，中国内燃机专家，曾任吉林工业大学高级工程师、博士生导师。